# غوس رييس
غوس رييس (بالإسبانية: Gus Reyes)‏ هو ملحن مكسيكي، ولد في 27 يونيو 1977 في مدينة مكسيكو في المكسيك.

## وصلات خارجية
- الموقع الرسمي
- غوس رييس على موقع IMDb (الإنجليزية)
- غوس رييس على موقع ميوزك برينز (الإنجليزية)
- غوس رييس على موقع قاعدة بيانات الفيلم (الإنجليزية)